# Alejandro Rey
Pour les articles homonymes, voir Rey.
Alejandro Rey est un acteur et réalisateur américain né le 8 février 1930 à Buenos Aires (Argentine), et mort le 21 mai 1987 à Los Angeles (Californie).

## Filmographie

### Acteur
- 1953 : Dock Sud
- 1954 : Guacho (en)
- 1956 : Cubitos de hielo
- 1956 : Graciela : Friend
- 1956 : Enigma de mujer
- 1957 : Alfonsina (en)
- 1957 : El Diablo de vacaciones
- 1957 : La Maison de l'ange (La Casa del ángel) : Julian
- 1959 : Salomon et la Reine de Saba (Solomon and Sheba), de King Vidor : Sittar
- 1961 : La Maestra enamorada
- 1961 : Battle at Bloody Beach : Julio Fontana
- 1963 : L'Idole d'Acapulco (Fun in Acapulco) : Moreno
- 1965 : Synanon (en) : Chris
- 1965 : Les Yeux bandés (Blindfold) : Arthur Vincenti
- 1964 : Slattery's People (série télévisée) : Mike Valera (1965)
- 1967 : Three for Danger (TV) : Alan
- 1967 : La Sœur volante (TV) : Carlos Ramirez
- 1969 : Seven in Darkness (TV) : Ramon Rohas
- 1971 : The Sandpit Generals : Fr. Jose Pedro
- 1972 : The Stepmother : Frank Delgado
- 1973 : Money to Burn (TV) : Caesar Rodriguez
- 1974 : Siempre habra un mañana (série télévisée)
- 1974 : Monsieur Majestyk (Mr. Majestyk) : Larry Mendoza
- 1975 : The Pacific Connection
- 1975 : Le Triangle du diable (Satan's Triangle) (TV) : Father Pete Martin
- 1975 : L'Évadé (Breakout) : Sanchez
- 1976 : High Velocity : Alejandro Martel
- 1977 : Des jours et des vies (Days of Our Lives) (série télévisée) : Karl Duval (1976-1977)
- 1978 : L'Inévitable Catastrophe (The Swarm) : Dr Martinez
- 1978 : Dallas (série télévisée) : Luis Rueda (1986)
- 1979 : Sunburn, coup de soleil (Sunburn) de Richard C. Sarafian : Fons
- 1979 : Cuba : Faustino
- 1980 : Stunts Unlimited (TV) : Fernando Castilla
- 1980 : La Neuvième Configuration (The Ninth Configuration) : Lt. Gomez
- 1982 : K2000 (série télévisée) (TV) : Rudy Del Juago Saison 1 épisode 13.
- 1983 : Grace Kelly (TV) : Oleg Cassini
- 1983 : Hôtel (TV) : King Fernando
- 1983 : Rita Hayworth: The Love Goddess (TV) : Eduardo Cansino
- 1984 : Moscou à New York (Moscow on the Hudson) : Orlando Ramirez, Vladimir's Cuban Lawyer
- 1984 : Santa Barbara (série télévisée) : Dr Ramirez (1984)
- 1986 : TerrorVision : Spiro

### Réalisateur
- 1973 : Villa Alegre (série télévisée)
- 1977 : Forever Fernwood (série télévisée)